# Eliphalet Remington

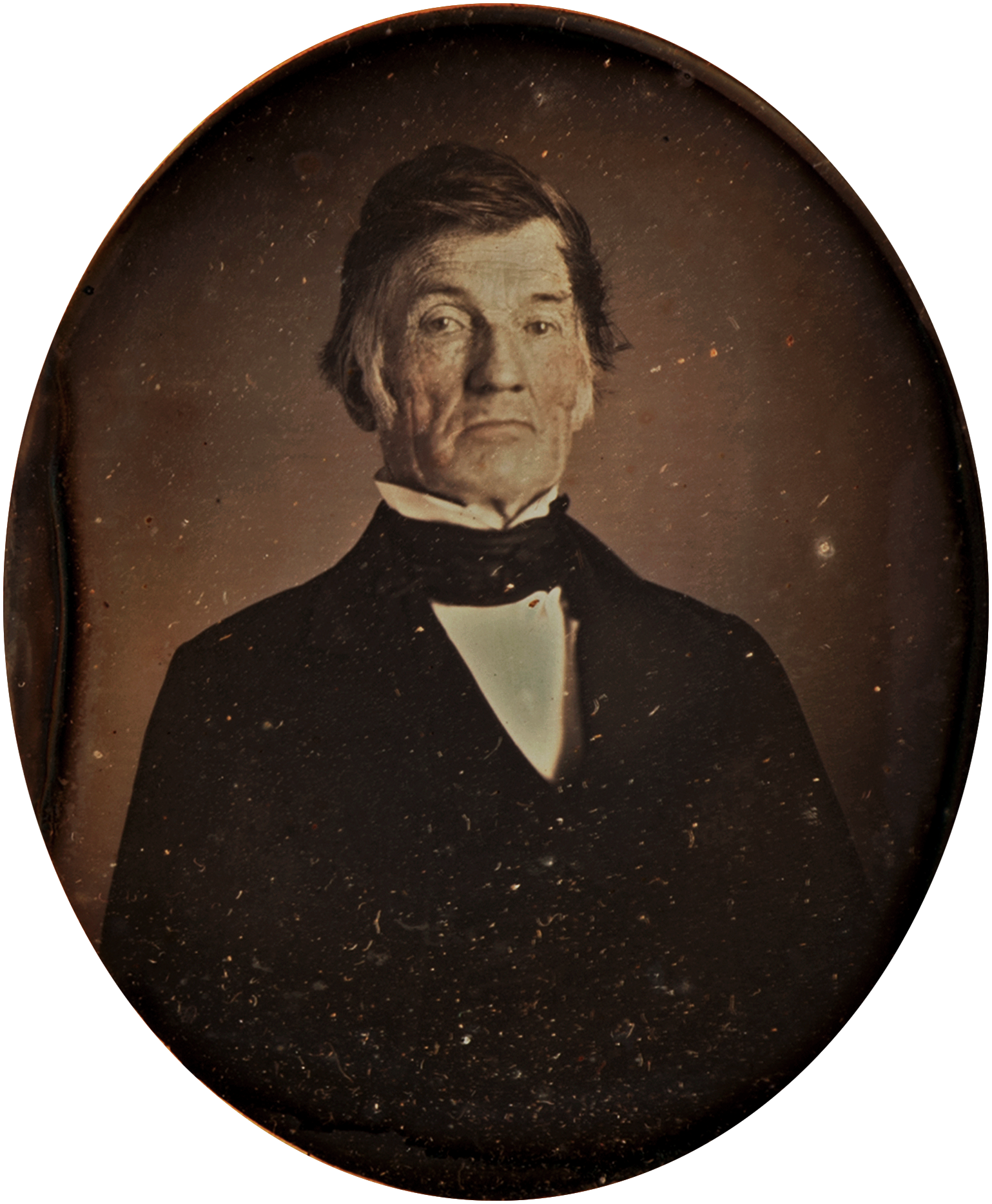
Eliphalet Remington II (1845 circa).

Eliphalet Remington II (28 de outubro de 1793 Suffield, Connecticut — 12 de agosto de 1861 Ilion, Nova York), foi um ferreiro, armeiro, inventor e empresário Norte americano, que fundou a que é hoje conhecida como Remington Arms Co., L.L.C. Originalmente a companhia era conhecida como E. Remington e logo em seguida como E. Remington & Son e depois disso E. Remington and Sons.